# Шопський салат
Шопський салат (болг., мак. і серб. Шопска салата, босн. і хорв. Šopska salata, алб. Sallatë Shope, рум. Salata bulgărească, пол. Sałatka szopska, чеськ. Šopský salát) — страва східноєвропейської кухні, популярна в Болгарії, Македонії, Сербії, Чорногорії, Албанії, Чехії. За походженням — із західної Болгарії (шопи — етнічна група болгар).
До складу салату входять такі інгредієнти: помідори, огірки, цибуля, болгарський перець (сирий, маринований або смажений), сири бринза, сирене (шопський сир) або фета, петрушка, оливки, оливкова олія, оцет, сіль, мелений перець. Овочі та зелень дрібно рубають, після чого посипають тертим сиром і приправляють олією.

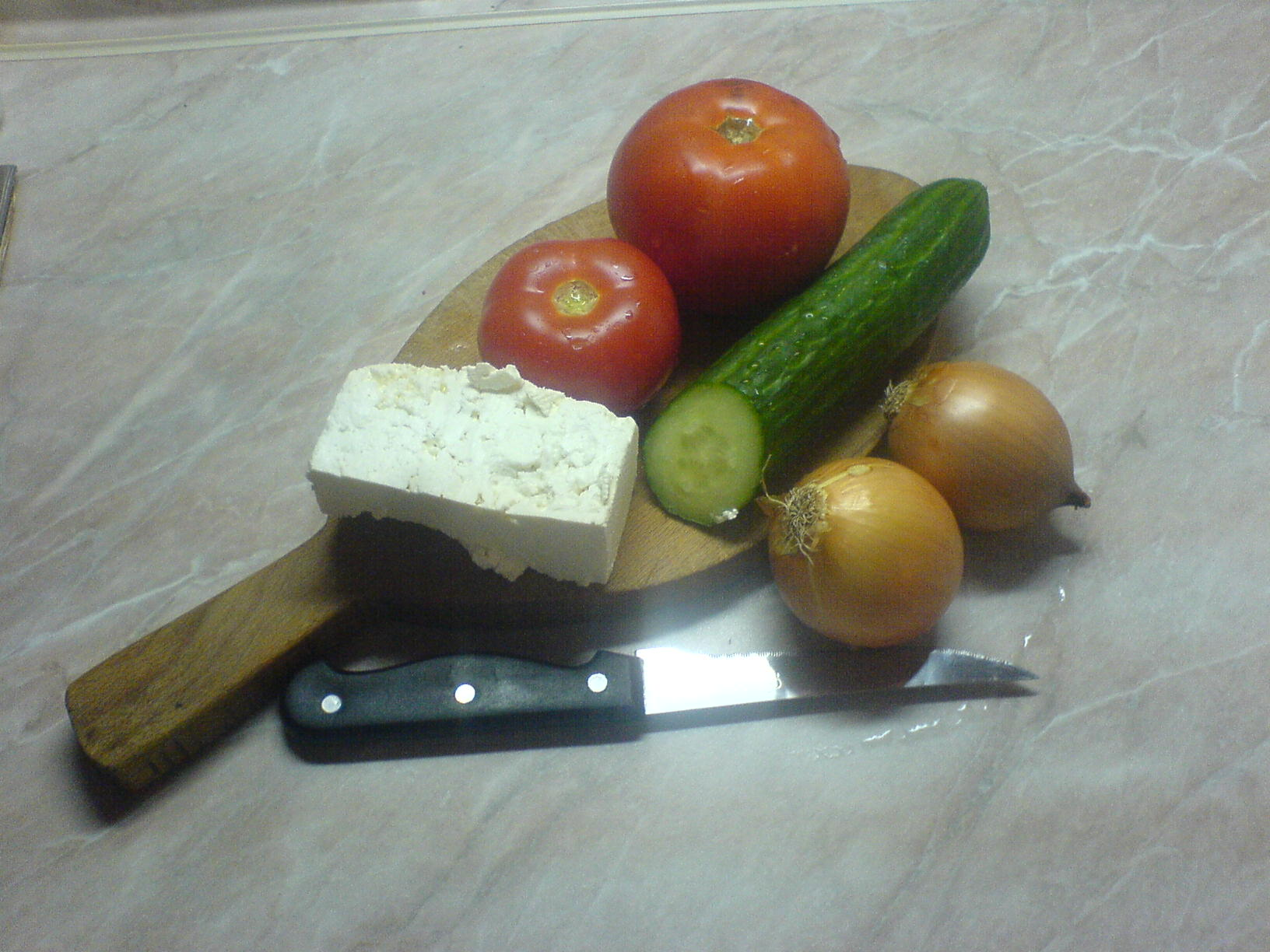
Інгредієнти салату

Шопський салат вважається національною стравою в Болгарії і там його часто готують, розміщуючи інгредієнти в такому порядку: знизу — помідори, потім — огірки і зверху — бринза. Біла бринза, зелені огірки і червоні помідори — виходять кольори болгарського прапора.
Шопський салат часто вживають у вигляді закуски мезе до ракії.